# Land des Honigs
Land des Honigs (Originaltitel: Медена земја; internationaler Titel: Honeyland) ist ein nordmazedonischer Dokumentarfilm von Ljubomir Stefanov und Tamara Kotevska aus dem Jahr 2019. Im Mittelpunkt steht Hatidže Muratova, letzte Wildimkerin des Landes, deren naturverbundene Lebensweise in einem verlassenen Bergdorf auf eine harte Probe gestellt wird. Es handelt sich um das Langfilmdebüt von Stefanov und Kotevska, das ursprünglich als Auftragsvideo für ein Umweltprojekt geplant war. Beide beobachteten Muratova drei Jahre lang in dem verlassenen Bergdorf Bekirlijia, das sich 20 Kilometer von der Hauptstadt Skopje entfernt befindet.
Land des Honigs wurde am 28. Januar 2019 im Rahmen des 35. Sundance Filmfestivals uraufgeführt, wo der Film in der Sektion World Cinema Documentary Competition zu sehen war und den dortigen Hauptpreis gewann. Es folgten zahlreiche weitere Auszeichnungen, darunter zwei Oscar-Nominierungen. Der deutsche Kinostart fand am 21. November 2019 statt.

## Inhalt
Die 55-jährige Hatidže und ihre 86-jährige Mutter Nazife sind die einzigen verbliebenen Bewohner eines entlegenen mazedonischen Dorfes. Die unverheiratete Wildimkerin kümmert sich aufopferungsvoll um ihre bettlägerige, halbblinde Mutter. Gleichzeitig bewirtschaftet sie den ohne fließend Wasser und Strom ausgestatteten Bauernhof und stellt Bienenkörbe her. Ihre Bienenvölker siedelt sie in natürlicher Umgebung in Felsspalten im Dorf oder an einem steilen Berghang an. Getreu dem Motto „Die Hälfte für dich, die andere für mich“, erntet sie nur, was sie auch wirklich für den Lebensunterhalt benötigt. Sie verkauft ihren hochgelobten Honig gelegentlich auf dem Markt in Skopje und gönnt sich als einzigen Luxus ein Haarfärbemittel.
Eines Tages lässt sich die türkische Nomadenfamilie Sam auf dem Nachbargrundstück mit 150 Rindern nieder. Anfänglich freut sich Hatidže über die neue Gesellschaft. Sie singt und tollt mit den Kindern umher, lauscht dem mitgebrachten Radio der neuen Nachbarn und begleitet sie auf Ausflüge in die Umgebung. Auch bringt sie Familienoberhaupt Hussein die Imkerei näher und knüpft enge Bindung zum mittleren Sohn „Muzo“.
Hussein wittert im Honig ein lukratives Geschäft. Bald schon stellt er mit seiner Familie dutzende Bienenkästen auf. Die Sams zeigen sich im Umgang mit den Bienenvölkern wenig begabt und werden vielfach gestochen. Auch entnimmt Hussein zu viele Honigwaben aus den Kästen, so dass bald Hatidžes Bienenvölker in Mitleidenschaft geraten. Als es Hussein nicht gelingt, den mit einem einzelnen Abnehmer ausgehandelten Ertrag von 200 kg Honig zu erwirtschaften, vergreift er sich eines Tages an einem Bienenstock von Hatidže. Daraufhin droht ein juristischer Streit.
Als ein Drittel von Husseins Vieh plötzlich verendet, verlässt er wütend und enttäuscht mit seiner Familie vor Wintereinbruch das Dorf. Hatidže bleibt das zurückgelassene Radio, das sie behelfsmäßig in Stand setzen kann. In den kommenden Monaten stirbt ihre Mutter. Sie muss sich des nachts Wölfen erwehren, während ihr Bienenvolk am Berghang weiterhin zuverlässig Honig produziert.

## Rezeption

### Kritiken
Auf der Website Rotten Tomatoes hält Land des Honigs eine Bewertung von 100 Prozent, basierend auf über 130 englischsprachigen Kritiken und einer Durchschnittswertung von 8,4 von 10 möglichen Punkten. Das Fazit der Seite lautet: „Land des Honigs nutzt das Leben in einem abgelegenen Dorf, um eine aufschlussreiche Perspektive auf Erlebnisse zu bieten, die auch bei Zuschauern am anderen Ende der Welt Anklang finden dürften“. Auf Metacritic erhielt der Film eine Bewertung von 85 Prozent, basierend auf 27 ausgewerteten Kritiken.

### Auszeichnungen
Land des Honigs gewann von 2019 bis 2020 über 30 internationale Film- und Festivalpreise und wurde für mehr als 50 weitere nominiert. Im Jahr 2020 wurde Stefanovs und Kotevskas Regiearbeit bei Bekanntgabe der Oscar-Nominierungen als Beitrag Nordmazedoniens in der Kategorie Bester internationaler Film (Gewinner: Parasite) sowie in der Kategorie Bester Dokumentarfilm (Gewinner: American Factory) berücksichtigt.
2021 gewann der Film den Internationalen Heimatfilmpreis Saphira in der Kategorie Bester Dokumentarfilm beim Festival Biennale Bavaria International.
Eine Auswahl der gewonnenen Film- und Festivalpreise:
| Filmpreis/-festival                              | Gewonnene Kategorie                                                             | Preisträger/Nominierte                              |
| ------------------------------------------------ | ------------------------------------------------------------------------------- | --------------------------------------------------- |
| Athens International Film Festival 2019          | Bester Dokumentarfilm                                                           | Tamara Kotevska, Ljubomir Stefanov                  |
| Berkshire International Film Festival 2019       | Jurypreis – Bester Dokumentarfilm                                               | Tamara Kotevska, Ljubomir Stefanov                  |
| Boston Society of Film Critics Awards 2019       | Bester Dokumentarfilm                                                           | Tamara Kotevska, Ljubomir Stefanov                  |
| Cinema Eye Honors Awards 2020                    | Beste Kamera                                                                    | Fejmi Daut, Samir Ljuma                             |
| Cinema Eye Honors Awards 2020                    | „Die Unvergessenen“                                                             | Hatidze Muratova                                    |
| Critics’ Choice Documentary Awards 2019          | „Überzeugendstes lebendes Thema eines Dokumentarfilms“                          | Hatidze Muratova                                    |
| Critics’ Choice Documentary Awards 2019          | Bestes Dokumentarfilmdebüt                                                      | Tamara Kotevska, Ljubomir Stefanov, Neon            |
| DocAviv Film Festival 2019                       | Bester Internationaler Film                                                     | Tamara Kotevska, Ljubomir Stefanov                  |
| DocsBarcelona 2019                               | Beste Dokumentarfilm                                                            | Tamara Kotevska, Ljubomir Stefanov                  |
| International Documentary Association 2019       | Beste Kamera                                                                    | Fejmi Daut, Samir Ljuma                             |
| International Documentary Association 2019       | Pare-Lorentz-Preis                                                              | Tamara Kotevska, Ljubomir Stefanov, Atanas Georgiev |
| Millennium Docs Against Gravity 2019             | Bydgoszcz ART.DOC Award                                                         | Tamara Kotevska, Ljubomir Stefanov                  |
| Millennium Docs Against Gravity 2019             | Grand Prix Bank Millenium Award                                                 | Tamara Kotevska, Ljubomir Stefanov                  |
| Millennium Docs Against Gravity 2019             | The Mayor of Gdynia Award                                                       | Tamara Kotevska, Ljubomir Stefanov                  |
| Montclair Film Festival 2019                     | Bruce-Sinofsky-Preis – Bester Dokumentarfilm                                    | Tamara Kotevska, Ljubomir Stefanov                  |
| Mumbai Film Festival 2019                        | Golden Gateway Award – Bester Internationaler Film                              | Tamara Kotevska, Ljubomir Stefanov                  |
| National Society of Film Critics Awards 2020     | Bester Dokumentarfilm                                                           | Tamara Kotevska, Ljubomir Stefanov                  |
| New York Film Critics Circle Awards 2019         | Bester Dokumentarfilm                                                           | Tamara Kotevska, Ljubomir Stefanov                  |
| Sarasota Film Festival 2019                      | Spezialpreis der Jury – Beste Regie, Dokumentarfilm                             | Tamara Kotevska, Ljubomir Stefanov                  |
| St. Petersburg Message to Man Film Festival 2019 | Bellona Award – Preis der Umweltrechtsorganisation                              | Tamara Kotevska, Ljubomir Stefanov                  |
| St. Petersburg Message to Man Film Festival 2019 | Centaur Award – Bestes Filmdebüt                                                | Tamara Kotevska, Ljubomir Stefanov                  |
| Sundance Film Festival 2019                      | Preis der Jury – Ausländischer Dokumentarfilm                                   | Tamara Kotevska, Ljubomir Stefanov                  |
| Sundance Film Festival 2019                      | Spezialpreis der Jury – Bester ausländischer Dokumentarfilm (Impact and Change) | Tamara Kotevska, Ljubomir Stefanov                  |
| Sundance Film Festival 2019                      | Beste Kamera – Ausländischer Dokumentarfilm                                     | Tamara Kotevska, Ljubomir Stefanov                  |
| São Paulo International Film Festival 2019       | Kritikerpreis – Bester internationaler Film                                     | Tamara Kotevska, Ljubomir Stefanov                  |
| São Paulo International Film Festival 2019       | New Directors Competition – Bester Dokumentarfilm                               | Tamara Kotevska, Ljubomir Stefanov                  |
| Valladolid International Film Festival 2019      | Green Spike                                                                     | Tamara Kotevska, Ljubomir Stefanov                  |
| Vancouver Film Critics Circle 2019               | Bester Dokumentarfilm                                                           | Tamara Kotevska, Ljubomir Stefanov                  |